# Kruglaja Sziszka
Kruglaja Sziszka – wieś w Armenii, w prowincji Lorri. W 2011 roku liczyła 90 mieszkańców.